# Fumaran żelaza(II)
Fumaran żelaza(II) – organiczny związek chemiczny z grupy fumaranów, sól kwasu fumarowego i żelaza na II stopniu utlenienia. Jest to czerwono-pomarańczowy lub czerwono-brązowy proszek, słabo rozpuszczalny w wodzie i jeszcze słabiej w etanolu. Otrzymuje się go w reakcji siarczanu żelaza(II) z fumaranem sodu.
Stosowany jako źródło żelaza oraz w przypadku niedokrwistości mikrocytarnej. Podawany doustnie w dawkach do 600 mg dziennie (co jest równoważne 200 mg żelaza).